# Ipke Wachsmuth
Ipke Wachsmuth (* 27. März 1950 in Rehren A.O.) ist ein deutscher Forscher auf den Gebieten der Künstlichen Intelligenz und der Kognitionswissenschaft und emeritierter Hochschullehrer.

## Leben
Nach dem Besuch der Volksschule und des Gymnasiums in Rinteln (Abitur 1968) studierte Wachsmuth Physik und Mathematik an der Technischen Universität in Hannover, wo er 1975 in Mathematik diplomiert und 1980 zum Dr. rer. nat. promoviert wurde. Vor seiner Berufung nach Bielefeld, arbeitete er an der Northern Illinois University (1981–83), der Universität Osnabrück (1983–1985) und als Research Fellow bei IBM Deutschland (1986–88). Von 1989 bis zu seiner Emeritierung im Jahr 2014 war Wachsmuth Professor für Wissensbasierte Systeme (Künstliche Intelligenz) an der Universität Bielefeld und lehrte dort Informatik und Künstliche Intelligenz. Von 2002 bis 2009 war er geschäftsführender Direktor des Zentrums für interdisziplinäre Forschung (ZiF) der Universität. Seine Forschungsschwerpunkte sind Mensch-Maschine-Interaktion und Virtuelle Realität.
In Fachkreisen bekannt wurde Wachsmuth unter anderem durch die Verbindung von klassisch symbolischen Techniken der Wissensrepräsentation mit sub-symbolisch repräsentierten, dynamischen Elementen der Gestik und Mimik. Diese kommen zum Beispiel bei der Entwicklung des Avatars MAX zum Einsatz. Wachsmuth ist auch seit den 1990er Jahren eine treibende Kraft hinter dem Interdisziplinären Kolleg, einer jährlichen Frühjahrsschule aus den Bereichen Neurowissenschaften, Kognitionswissenschaften, Künstliche Intelligenz und Philosophie.

## Schriften
- Menschen, Tiere und Max: Natürliche Kommunikation und künstliche Intelligenz, Springer Spektrum 2013